# Fernando Namora

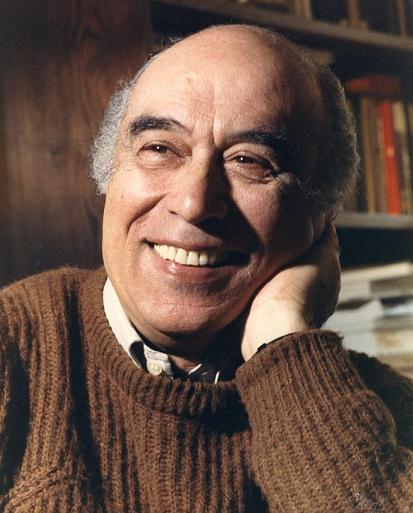
Fernando Namora

Fernando Gonçalves Namora (* 15. April 1919 in Condeixa-a-Nova, Portugal; † 31. Januar 1989 in Lissabon) war ein portugiesischer Schriftsteller. Er gilt als Vertreter des Neorealismus.

## Leben
Fernando Namora absolvierte 1942 die Medizinische Fakultät der Universität Coimbra, war zunächst Landarzt im Alentejo und zog später nach Lissabon. Namora schrieb psychologisch-realistische Romane und Erzählungen sowie Lyrik. Zeitweise malte er auch.
1988 wurde er mit dem Großkreuz des Ordens des Infanten Dom Henrique ausgezeichnet.

## Werke
Lyrik
- Relevos. 1937
- Mar de Sargaços. 1940
- Terra. 1941
- As Frias Madrugadas. 1959
- Marketing. 1969
- Nome para uma Casa. 1984

Romane
- As Sete Partidas do Mundo. 1938
- Fogo na Noite Escura. 1943
- Casa da Malta. 1945
- Minas de San Francisco. 1946 (deutsch: Gold aus schwarzen Steinen)
- A Noite e a Madrugada. 1950
- O Trigo e o Joio. 1954 (deutsch: Spreu und Weizen)
- O Homem Disfarçado. 1957 (deutsch: Der Mann mit der Maske)
- O Cidade Solitária. 1959
- Domingo à tarde. 1961 (deutsch: Sonntagnachmittag)
- Os Clandestinos. 1972 (deutsch: Im Verborgenen)
- Resposta a Matilde. 1980
- O Rio Triste. 1982 (deutsch: Der Traurige Fluss)

Erzählungen und Reisen
- Retalhos da vida de um médico, 2 Tle. 1949–1963 (deutsch: Landarzt in Portugal)
- Diàlogo em setembro. 1966
- Um Sino na Montanha. 1968
- Os Adoradores do Sol. 1971
- Estamos no Vento. 1974
- A Nave de Pedra. 1975
- Cavalgada Cinzenta. 1977
- URSS mal amada, bem amada. 1986
- Sentados na Relva. 1986

Biografie
- Deuses e Demónios da Medicina 1952

Tagebuch
- Jornal sem data. 1988